# Сирота, Михаил Дмитриевич
Михаи́л Дми́триевич Сиро́та (укр. Сирота, Михайло Дмитрович; 17 июля 1956 — 25 августа 2008) — украинский политик, депутат Верховной Рады, лидер Трудовой партии Украины, один из авторов текста действующей украинской Конституции. Погиб в автокатастрофе 25 августа 2008 года.

## Образование
В 1980 году окончил Черкасский инженерно-технологический институт (ныне — университет) по специальности «Промышленное и гражданское строительство». инженер-строитель. кандидат технических наук, доцент, почётный магистр права.
Автор более 30 научных работ, монографий, научных пособий.
Владел польским языком.

## Трудовая деятельность
Родился в Черкассах в семье работников сферы образования.
1976—1979 гг. — старший техник научно-исследовательского сектора Черкасского филиала Киевского инженерно-строительного института (КИСИ).
1979—1980 гг. — инженер Черкасского филиала КИСИ.
1982—1985 гг. — аспирант КИСИ.
1986—1994 гг. — ассистент кафедры общетехнических дисциплин, доцент кафедры прикладной механики, декан факультета по подготовке иностранных граждан, проректор по учебной работе Черкасского инженерно-технологического института.
1994—1998 и 1998—2002 гг. — народный депутат Украины II—III созывов. В Верховной Раде II созыва возглавлял депутатские группы «Центр» и «Конституционный центр», фракцию Трудовой партии Украины. Был руководителем парламентской комиссии по доработке проекта Конституции Украины.
На момент избрания в 1998 году в парламент III созыва был членом Народно-демократической партии Украины. В 1999-м организовал с группой единомышленников и возглавил Трудовую партию Украины. В 2004 переизбран на должность главы ТПУ.
С ноября 2007 года — народный депутат Украины VI созыва, первый заместитель главы Комитета ВР по вопросам правовой политики. Член фракции Блока Литвина. Лидер блока — Владимир Литвин, экс-глава Администрации Президента Украины Леонида Кучмы, бывший председатель Верховной Рады.
Михаил Дмитриевич считал, что проблема украинского общества в социальной психологии. Когда нет объединяющей идеи, невозможно сгруппироваться и идти в одном направлении. Идея коммунизма в Украине не реализовалась и погасла, а национальная идея, которая в 1991 году, благодаря Народному Руху Украины и имела серьёзные перспективы, после его раскола почти разрушилась. Идея христианской демократии, которая существует во многих европейских странах также не смогла стать главенствующей из-за существования нескольких враждующих конфессий. Либеральные же идеи не были восприняты украинской ментальностью. Получилось так, говорил Сирота, что те объединяющие идеи, которые успешно реализовались в Европе, в Украине либо были дискредитированы, либо не могли работать.

## Смерть
Погиб в результате ДТП 25 августа 2008 года на автотрассе Киев-Одесса, примерно в 80 км от столицы. По данным ГАИ, произошло лобовое столкновение автомобиля «Toyota Camry», в котором ехали народный депутат и его супруга, с автомобилем «Daewoo Lanos» под управлением жителя одного из сёл (1984 г. р.). Оба водителя погибли на месте происшествия.

## Семья
Жена Ирина Сирота (1955 г. р.) — по образованию экономист. Супруги воспитали сына Дмитрия (1979 г. р.).

## Награды
Кавалер Ордена Свободы (28 июня 2021, посмертно), ордена «За заслуги» III (11 декабря 1996), II (август 1999), I степеней (июнь 2008), ордена Святого Владимира II степени (август 1998).
В 1997 году в рамках общенационального конкурса «Человек года» М.Сирота был признан парламентарием года.

## Хобби
Политик увлекался философией, историей, шахматами, рыбалкой.